# Bernardo del Campo
Bernardo del Campo (Belorado, 1728-Madrid, 24 de marzo de 1800), marqués del Campo, fue un diplomático español y consejero de Estado, embajador en Londres y en París.

## Biografía
Bernardo del Campo fue, al parecer, hijo natural de un aristócrata extranjero del que se ignora el nombre, pero que debió de correr con los gastos de una cuidadosa educación que incluyó el dominio del francés y del inglés, conocimientos que le serían de gran utilidad en su posterior carrera diplomática. Además, según contó el mismo, estudió algún tiempo en el seminario del Sacromonte de Granada. Inició su carrera en 1748 a las órdenes de Jaime Masones de Lima, embajador extraordinario en el Congreso de Aquisgrán. Un año después se incorporó a la embajada española en Londres, encabezada por Ricardo Wall. Continuaba en ella en 1754, cuando era encargado de negocios Félix de Abreu, y debió de ser entonces cuando conociese a José Cadalso. En Madrid trabajó de covachuelista en la Secretaría de Estado con Ricardo Wall y en 1775 como oficial primero en el ministerio de Jerónimo Grimaldi, aunque, amigo del conde de Aranda, a quien mantenía informado en su embajada de Francia de los asuntos de la Corte, le demostrase en su correspondencia poco afecto. En su puesto entabló amistad con Bernardo Iriarte y José Nicolás de Azara y se ganó la confianza de sus superiores como hombre trabajador y sereno, hasta el punto de que el rey Carlos III lo envió secretamente a Roma en 1770 para tratar con el Papa la disolución de la Compañía de Jesús.
En 1771, al crearse la Orden de Carlos III, ingresó en ella como caballero pensionado y desempeñó el puesto de secretario hasta su partida a Inglaterra. Tras la destitución de Grimaldi (1776) encontró el favor del Conde de Floridablanca, trabajando en su despacho como oficial mayor, ocupado, entre otras cosas, en tareas de inteligencia al frente del «gabinete negro». Tras el Sitio de Gibraltar de 1779 volvió a Inglaterra como embajador extraordinario en 1783. Allí recibió a Antonio Ponz en su viaje por Europa iniciado ese mismo año, y le fue concedido en 1789 el título de marqués del Campo, al tiempo que se hacía efectivo el nombramiento de embajador en Londres. En 1795 pasó como embajador a Francia, donde contó con la ayuda del conde de Cabarrús en materia de intereses económicos. En noviembre de 1797 fue nombrado consejero de Estado, sustituyéndole Cabarrús al frente de la embajada, pero Campo permaneció en ella todavía hasta septiembre de 1799 cuando abandonó París para iniciar el viaje de vuelta. Llegó a España a comienzos de 1800, tras haber sufrido una apoplejía durante el viaje, de la que murió en Madrid el 24 de marzo.